# Spišský Štiavnik
Spišský Štiavnik es un municipio del distrito de Poprad en la región de Prešov, Eslovaquia, con una población estimada a final del año 2024 de 2826 habitantes.
Se encuentra ubicado al oeste de la región, cerca del río Poprad (cuenca hidrográfica del río Vístula) y de la frontera con la región de Žilina.

## Demografía
| Año        | 1994 | 2004     | 2014     | 2024    |
| ---------- | ---- | -------- | -------- | ------- |
| Población  | 1863 | 2142     | 2756     | 2826    |
| Diferencia |      | +14,97 % | +28,66 % | +2,53 % |

| Año        | 2023 | 2024    |
| ---------- | ---- | ------- |
| Población  | 2761 | 2826    |
| Diferencia |      | +2,35 % |